# Famille van den Nieuwenhuysen
Cette page explique l’histoire ou répertorie les différents membres de la famille van den Nieuwenhuysen.
La famille van den Nieuwenhuysen est une dynastie industrielle brabançonne de fondeurs royaux d'artillerie des Pays-Bas espagnols, originaire de Diessen et établie à Malines.

## Historique
Originaire de Diessen, la famille van den Nieuwenhuysen fait souche à Malines au début du XVIe siècle. Heylwige van den Nieuwenhuysen-Campfort (1500-1562) y épouse Hans Poppenruyter en 1526, puis Remi de Halut, chevalier, vicomte de Berghes-Saint-Winock, en 1536, qui dirigent la Fonderie royale de Malines. Sans enfant, elle désigne comme héritier et successeur son neveu, Gérard van den Nieuwenhuysen, fils de son frère Henrick van den Nieuwenhuijsen, seigneur à Liezele, et de son épouse Willemijne van de Walle dite Campenhout.
Les Vanden Nieuwenhuysen sont propriétaires et à la tête de la Fonderie royale jusqu'au milieu du XVIIe siècle. Au cours du siècle suivant, il développeront leur industrie, devenant la plus importante fortune de Malines.
La famille van Melckebeke obtiendra l'autorisation d'en relever le nom au cours du XXe siècle.

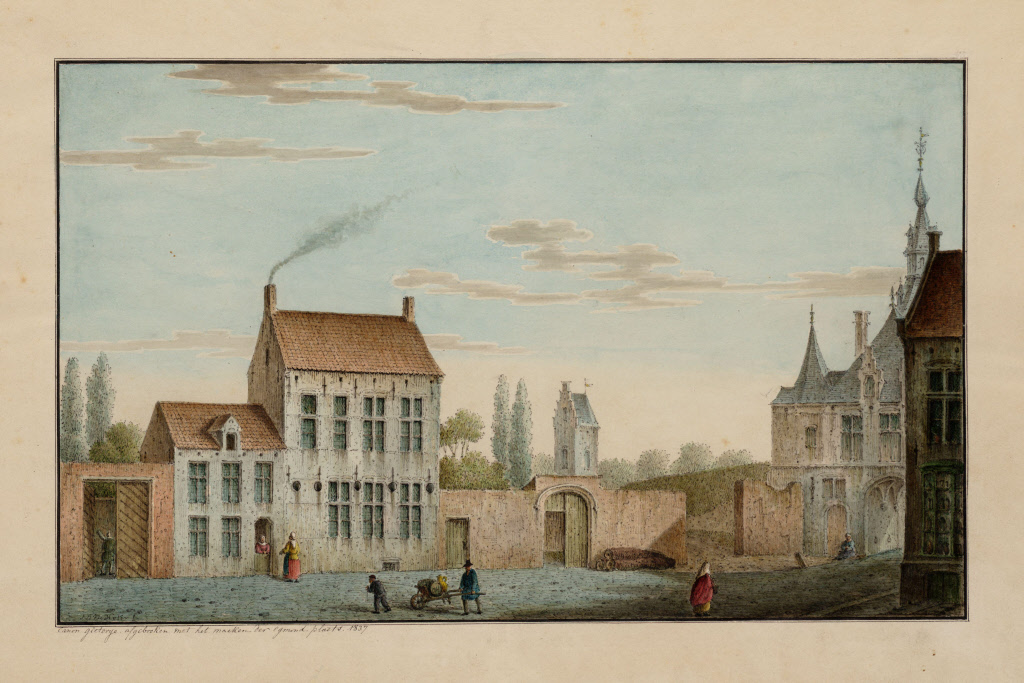
Fonderie royale de Malines
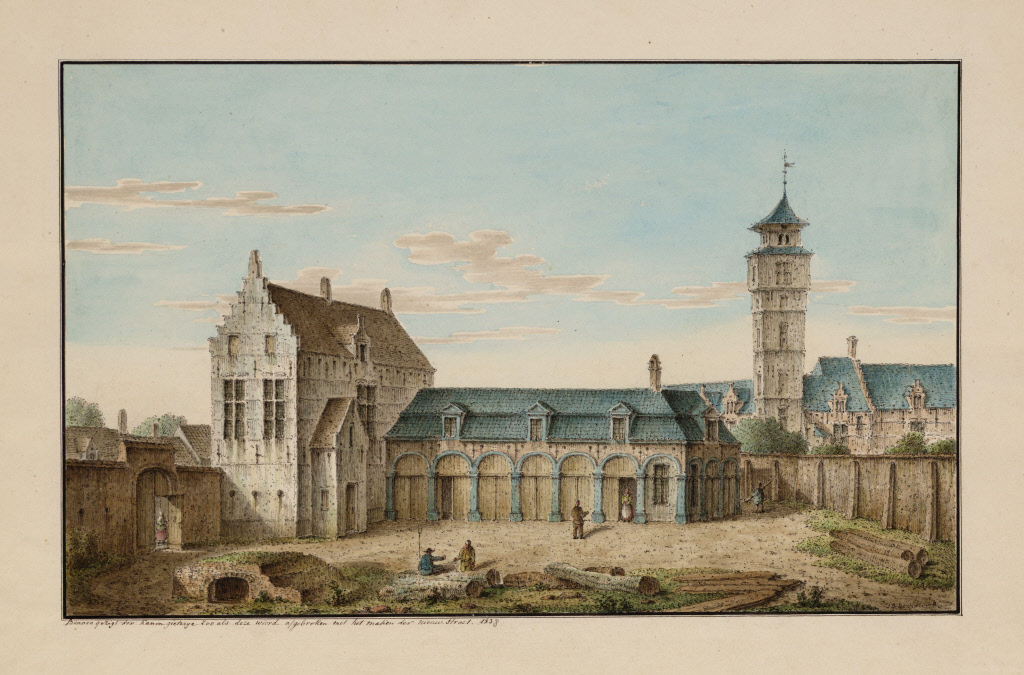
Fonderie royale de Malines, avec en vue de fond l'Hospice Sainte-Hedwidge, dite de la Putterie.
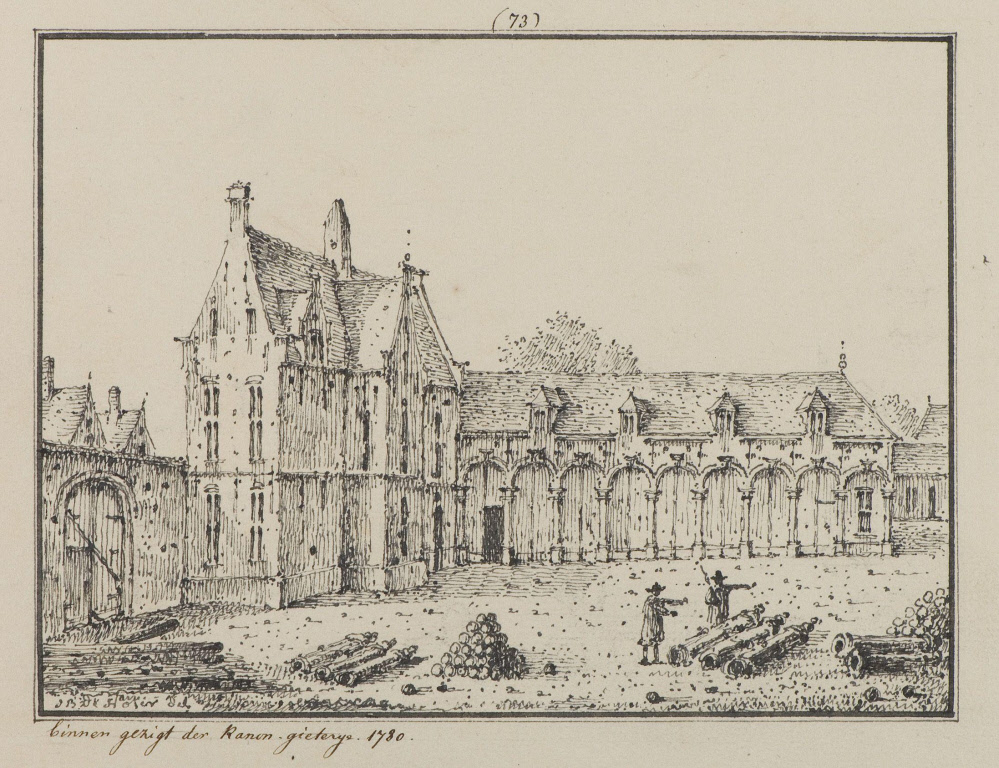
Fonderie royale de Malines

## Membres notables

### Heylwige van den Nieuwenhuysen-Campfort (1500-1562)
Né vers 1500 à Diessen, fille d'Henri Michel van den Nieuwenhuysen et de Catherine van Campfort, Heylwige van den Nieuwenhuysen-Campfort épouse Hans Poppenruyter le 28 janvier 1526, puis Remi de Halut, chevalier, vicomte de Berghes-Saint-Winock le 7 janvier 1536.
Elle fonde l'Hospice Sainte-Heylwige, dite de la Putterie, dans l'ancien hôtel de Lamoral (comte d'Egmont) à Malines, destiné à la réception des pauvres et à l'instruction des orphelins et enfants pauvres.
Morte le 12 décembre 1562 à Malines, elle est inhumée église Notre-Dame-au-delà-de-la-Dyle de Malines.

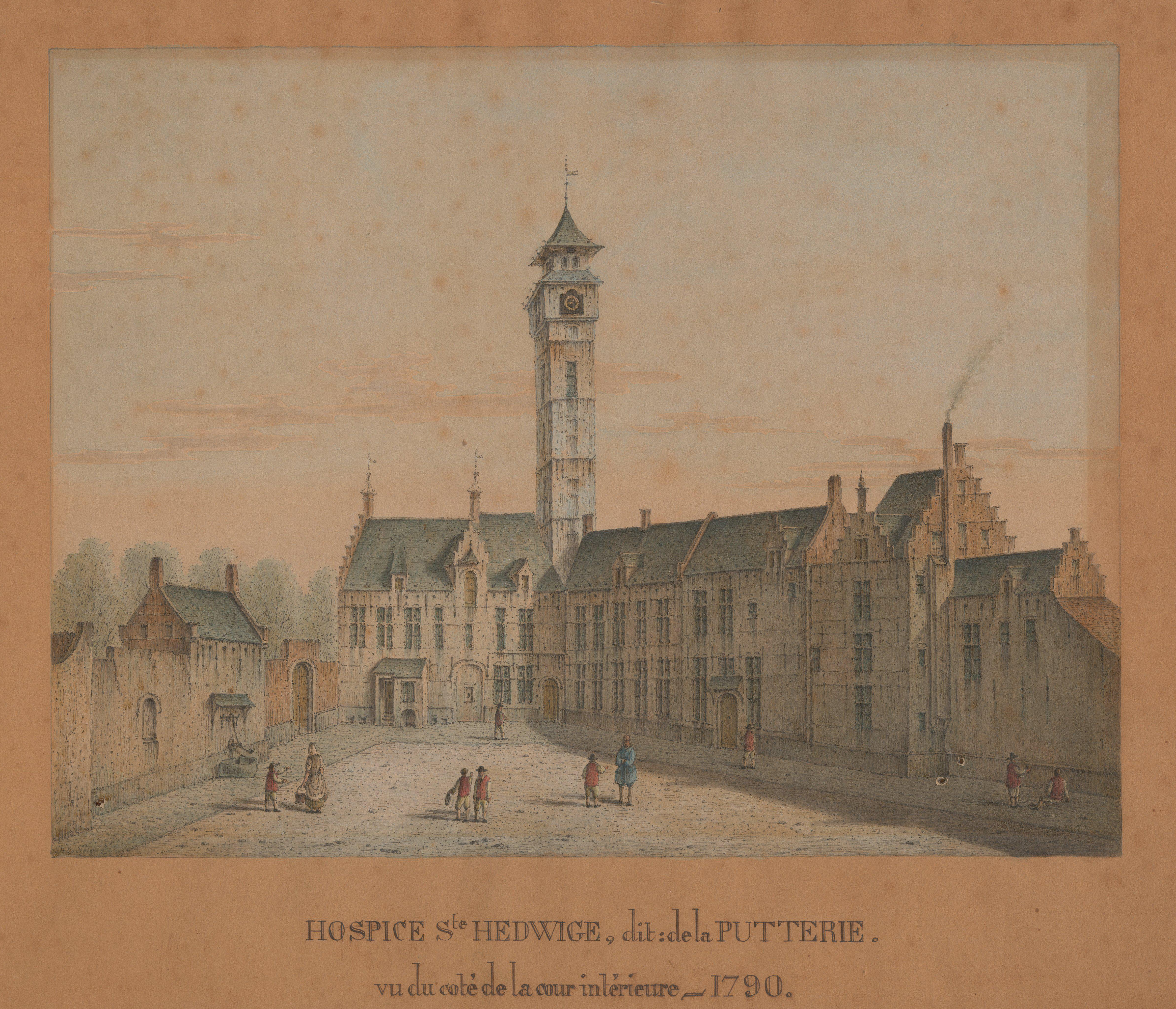
L'Hospice Sainte-Hedwidge, dite de la Putterie, à Malines.
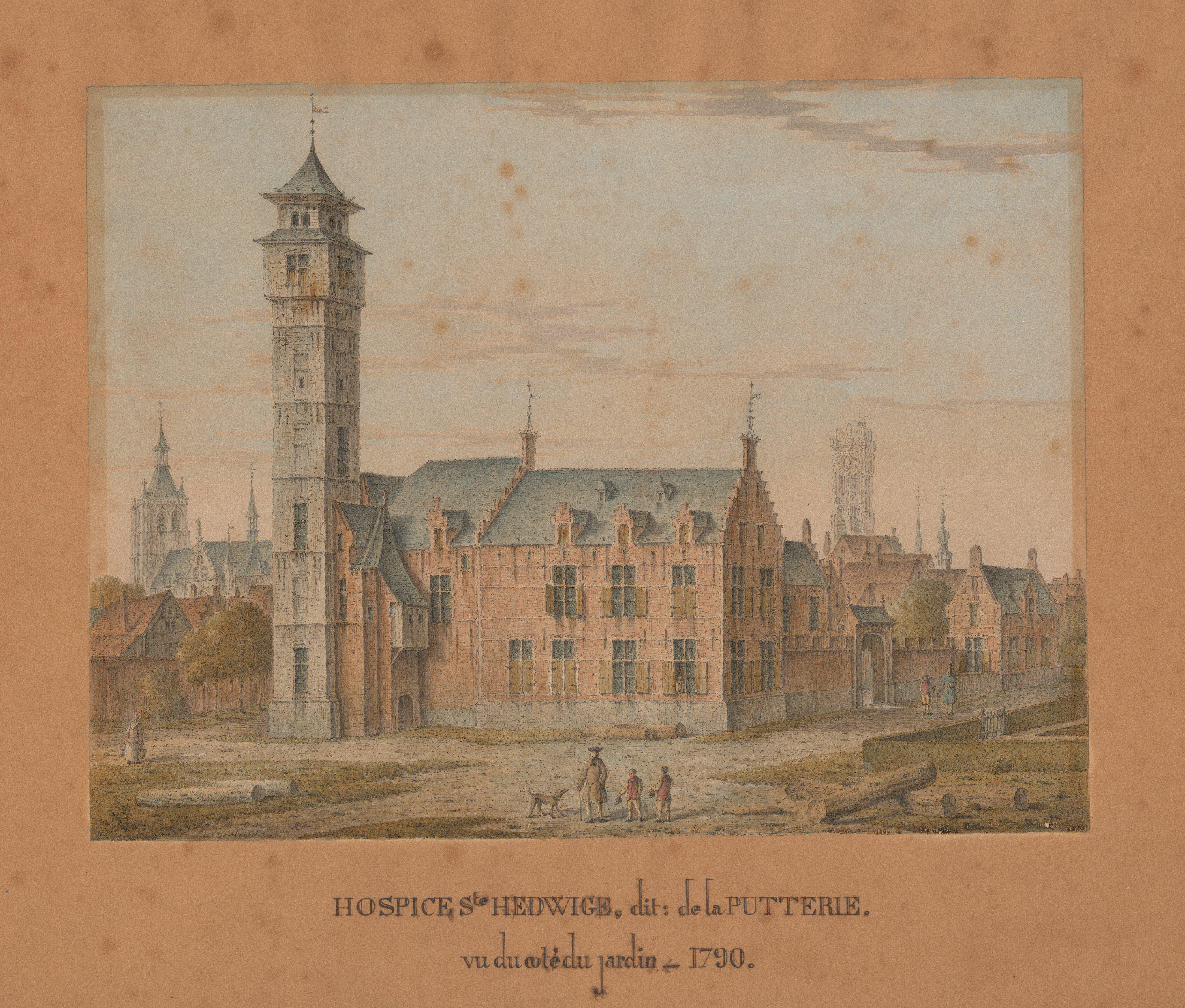
L'Hospice Sainte-Hedwidge, dite de la Putterie, à Malines
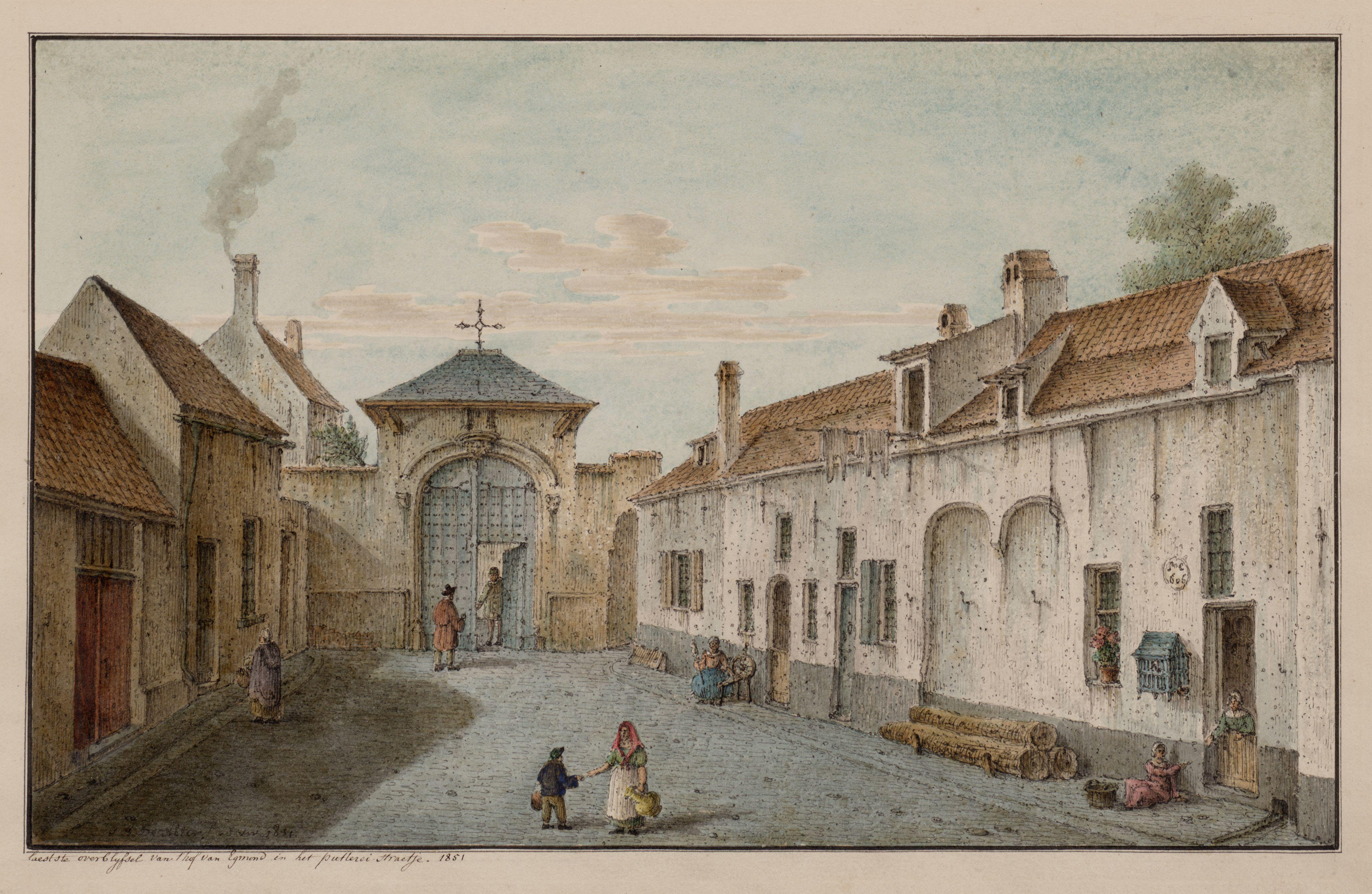

### Gaspard van den Nieuwenhuysen (1565-1620)
Né vers 1556, fils de Gérard van den Nieuwenhuysen (-1588) et de Jeanne Suls, Gaspard van den Nieuwenhuysen épouse Marie van Overbeke (veuve de Georges van der Strepen, secrétaire de la ville de Bruxelles). Il eut une fille, Jeanne, mariée à Wielant Caets, avocat au Conseil souverain de Brabant, et une autre, Marie, marié à Henri van Huldenberghe, dit van der Borch, bourgmestre de Malines en 1646.
Il succède à son père à la tête de la Fonderie royale de Malines, qui devient sa propriété personnelle. Il reçoit également le titre de fondeur d'artillerie du roi.
Il devient proviseur de l'Hospice Sainte-Hedwidge, dite de la Putterie.
Mort le 8 janvier 1626, il est inhumé église Notre-Dame-au-delà-de-la-Dyle de Malines.

### Pierre van den Nieuwenhuysen
Il est fondeur d'artillerie à Malines.

### Willibrordus Joan van den Nieuwenhuysen (-1667)
Né à Diessen, Willibrordus Joan van den Nieuwenhuysen est ordonné prêtre. Il occupe les charges d'aumônier et de vicaire de la cathédrale d'Anvers durant quarante ans.
En 1662, il fonde une bourse de théologie au séminaire royal de l'Université de Douai. Il a fait un riche cadeau pour les aumôniers de l'église Notre-Dame et il a célébré une messe hebdomadaire à l'autel Sainte-Anne avec une provision pour les pauvres. Il y a richement doté l'église de Diest et la table du Saint-Esprit.
Il meurt le 22 juillet 1667 à Anvers. Il est enterré dans cette église sous une pierre tombale aux lettres de cuivre. Cette inscription est mentionnée dans les Graf- en gedenkschriften van Antwerpen I, 172 et 215, où l'inscription se trouve également sous son portrait dans la sacristie des aumôniers. Tous deux louent sa grande gentillesse et son amour pour les pauvres.

### Henri Baudouin van den Nieuwenhuysen (1714-1778)

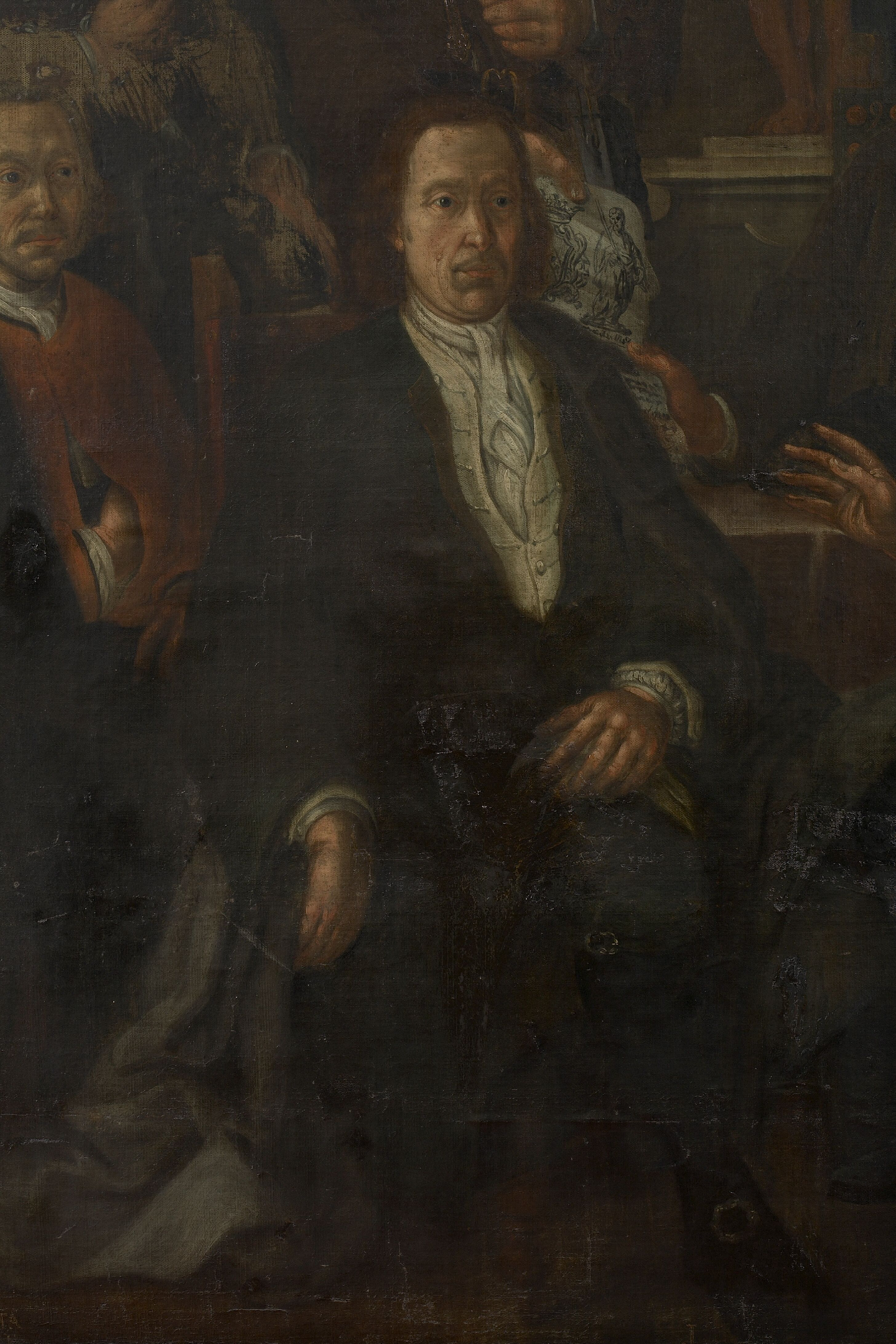
Henderick van den Nieuwenhuysen.

Né le 28 octobre 1714 à Malines, Henri Baudouin van den Nieuwenhuysen est le fils de Pierre van den Nieuwenhuysen (1664-1741) et de Catherine Stockelmans, ainsi que l'arrière petit-fils de Gérard van den Nieuwenhuysen.
Marié à Marie-Caroline van Roy, puis à Catherine de Ridder (fille de Pierre Isaac de Ridder et d'Anne Hendrickx), il est le père de Constantin van den Nieuwenhuysen et le beau-père d'Hubert van den Nest (dont la fille épouse le général-baron Maurice de Mercx et le petit-fils est Armand Van den Nest).
Il devient manufacturier. Comme son père, il occupe des postes importants dans son métier et développe à sa suite considérablement l'entreprise.
Sergent de la Gilde des Arbalétriers en 1750, il en est le doyen en 1754, 1759 et 1763.
Il meurt le 4 février 1778 à Malines.

### Henri Dominique van den Nieuwenhuysen (1724-1780)
Né en 1724 à Malines, Henri Dominique van den Nieuwenhuysen est ordonné prêtre. Il devient chapelain de l'église Notre-Dame-au-delà-de-la-Dyle et proviseur de l'Hospice Sainte-Hedwidge, dite de la Putterie.
Historien, biographe et bibliophile, il s'intéresse à l'histoire de l'art de sa ville et avait une importante bibliothèque, dont il partage ses livres et sa connaissance avec ses amis Gilles Joseph Smeyers (nl) et Jozef Jacob De Munck.
Auteur d'une Histoire de Malines au XVIIIe siècle, il poursuit l'écriture de la chronique de Malines de Cornelis Van Gestel. Le manuscrit est conservé à la Bibliothèque royale de Belgique,.
Il meurt le 20 novembre 1780 dans sa ville natale.

### Constantin-Joseph van den Nieuwenhuysen (1749-1823)
Né le 5 mai 1749 à Malines, Constantin Joseph van den Nieuwenhuysen est le fils de Henri Baudouin van den Nieuwenhuysen et de Catherine de Ridder.
Il épouse Isabelle Caroline de Dryver (fille de Martin de Drijver, brasseur malinois, et de Claire van Robbroeck), puis Marie Catherine Vermeulen (fille de Jacques Antoine Vermeulen, procureur fiscal de la Cour ecclésiastique de l’archidiocèse de Malines, aumônier de la ville de Malines, et de Catherine Matthys) De son premier mariage, il est le père de Guillaume (propriétaire du château Nieuwenhuizen) et d'Hubert van den Nieuwenhuysen, ainsi que le beau-père de Martial Deudon d'Heysbroeck, de Jean-Henri de Perceval, de Jean Joseph Ghislain Backx, de Corneille Scheppers (frère de Mgr Victor Scheppers) et de Jean-Baptiste van den Wiele (petit-fils de Jean-Baptiste van den Wiele) ,,.
Négociant et manufacturier, Constantin van den Nieuwenhuysen est propriétaire de plusieurs usines, notamment à Malines et à Bréda, cette dernière étant dirigée par son gendre Martial Deudon d'Heysbroeck, ainsi que de plusieurs entrepôts.
Membre de la Gilde de la vieille Arbalète depuis 1766, il est admis au sein de la corporation des brasseurs de Malines, du chef de sa première épouse, en 1772.
Membre fondateur de l'Académie impériale et royale des Beaux-Arts de Malines en 1773, ardent partisan de la politique éclairée sous le règne de Joseph II, il s'implique dans la vie de la cité. Aumônier de la ville de Malines en 1774 et receveur des prisonniers indigents, il est maître d'église et de la fabrique de la cathédrale Saint-Rombaut de Malines en 1787.
Sous la révolution brabançonne, il se montre favorable au courant vonckiste. Nommé écoutète de la ville de Malines, il devient membre du conseil de l'arrondissement de Brabant puis du collège électoral du département des Deux-Nèthes.
Plus importante fortune malinoise et malinois le plus fortement imposé en 1814, il est propriétaire de nombreux biens fonciers. Il se fait construire un hôtel particulier à Malines, acquiert le château d'Ambroos en 1777, le Hof van Coolhem (Puurs), l'ancien couvent des Cellites et celui des Capucins de Malines, etc .
Par ailleurs, il possède une quinzaine de grandes et plusieurs petites maisons à Malines, qu'il loue.
Il meurt le 28 mars 1823 à Malines.

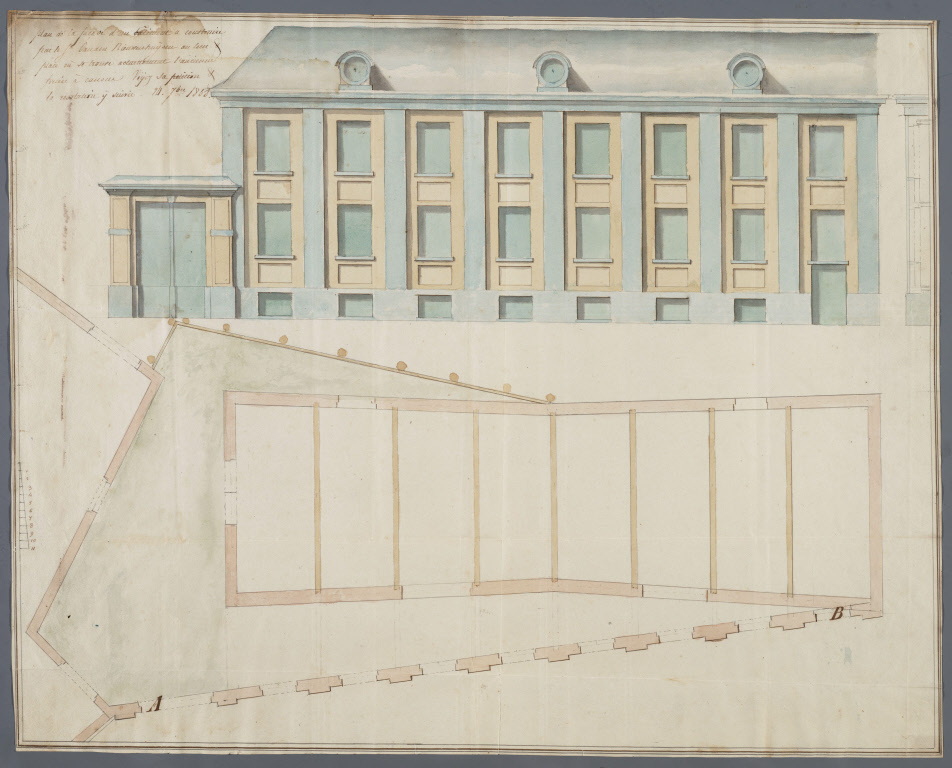
Plan de façade de l'hôtel particulier qu'il se fait construire (Malines)
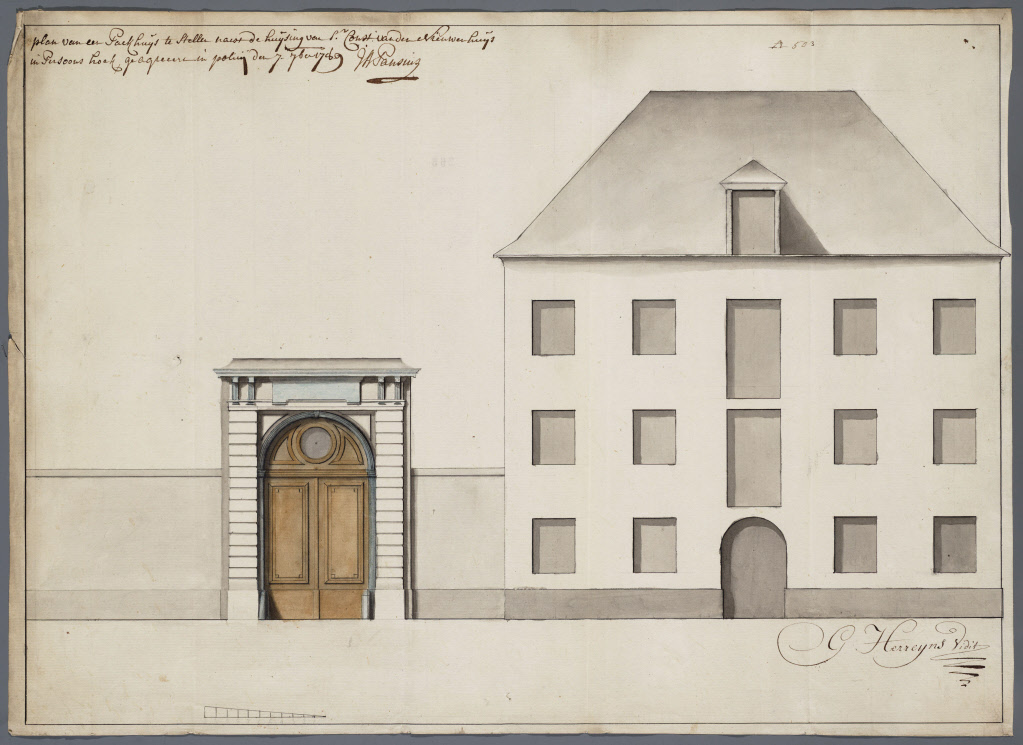
Plan de façade d'un des entrepôts qu'il se fait construire au Persoonshoek 13 (Malines)
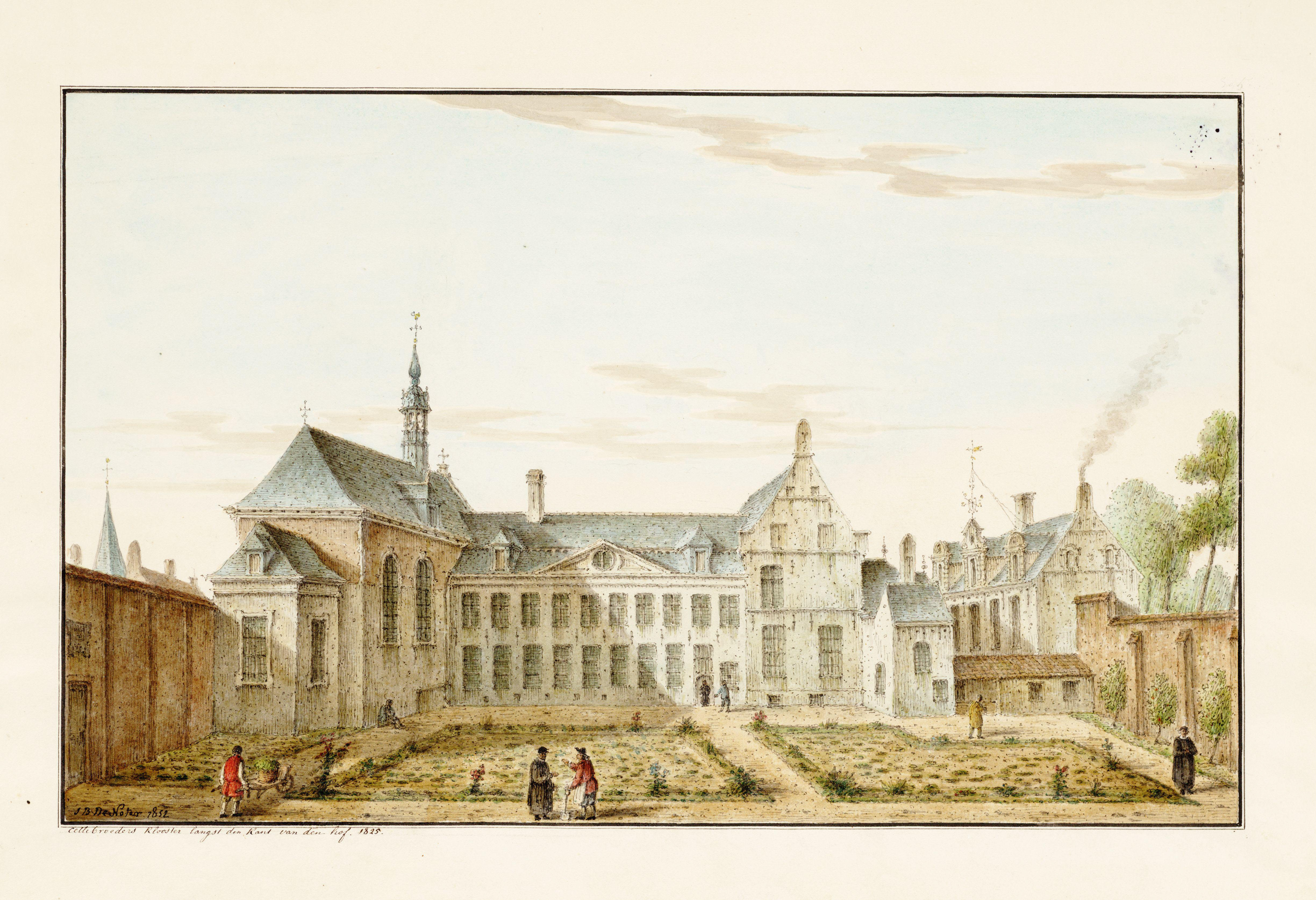
L'ancien couvent des Cellites de Malines.
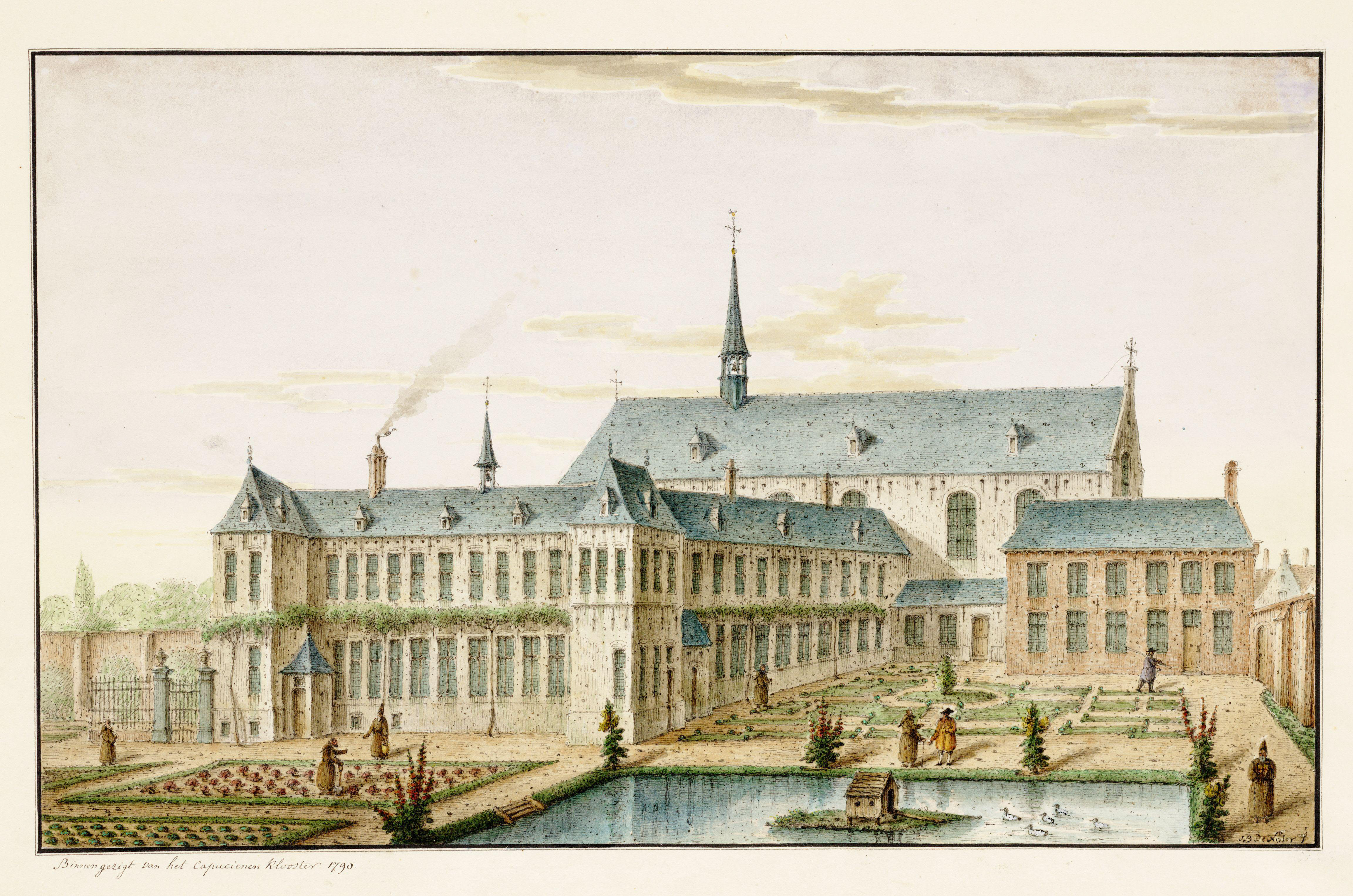
L'ancien Couvent des Capucins de Malines.
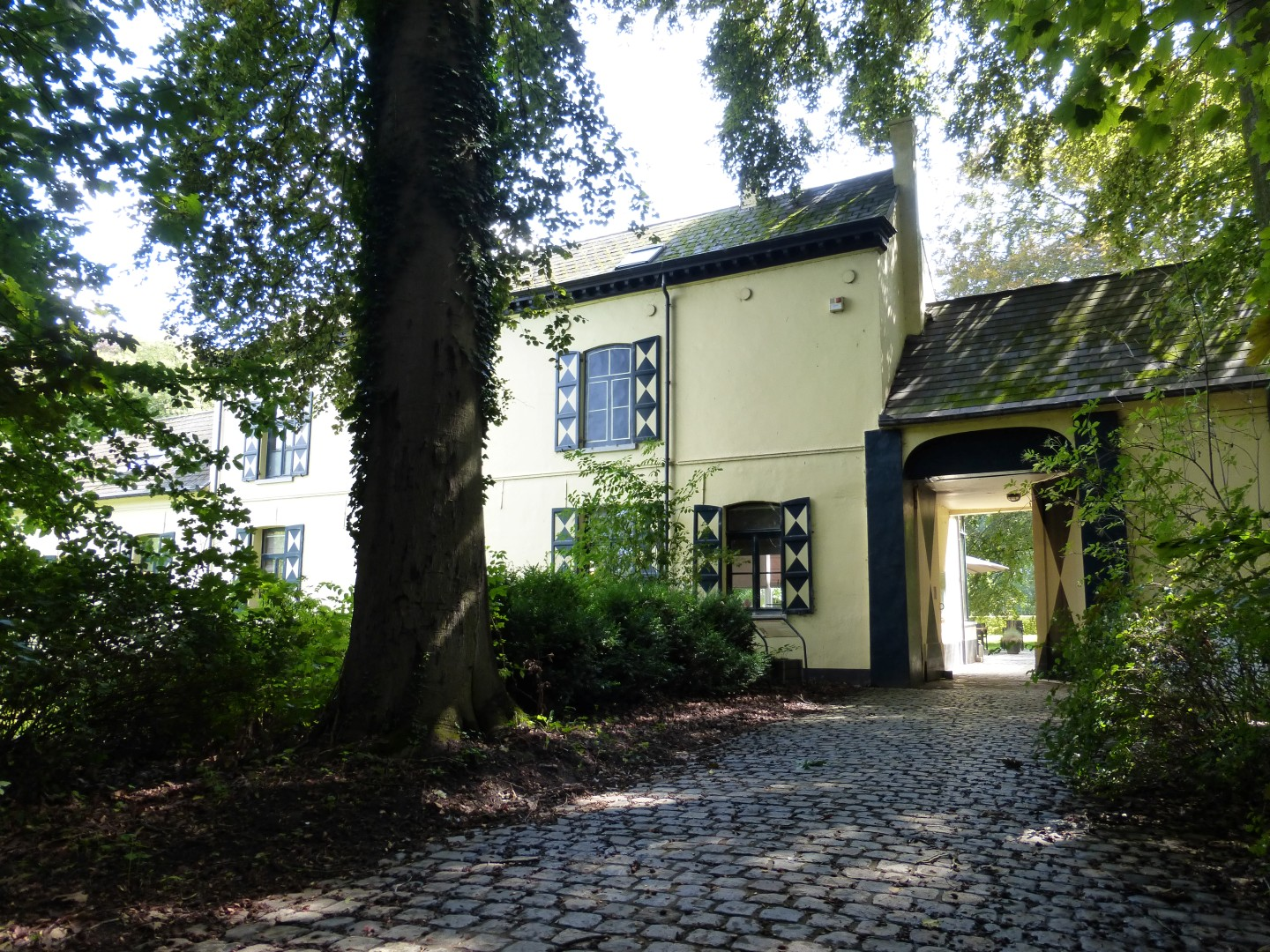
Hof van Coolhem (Puurs)
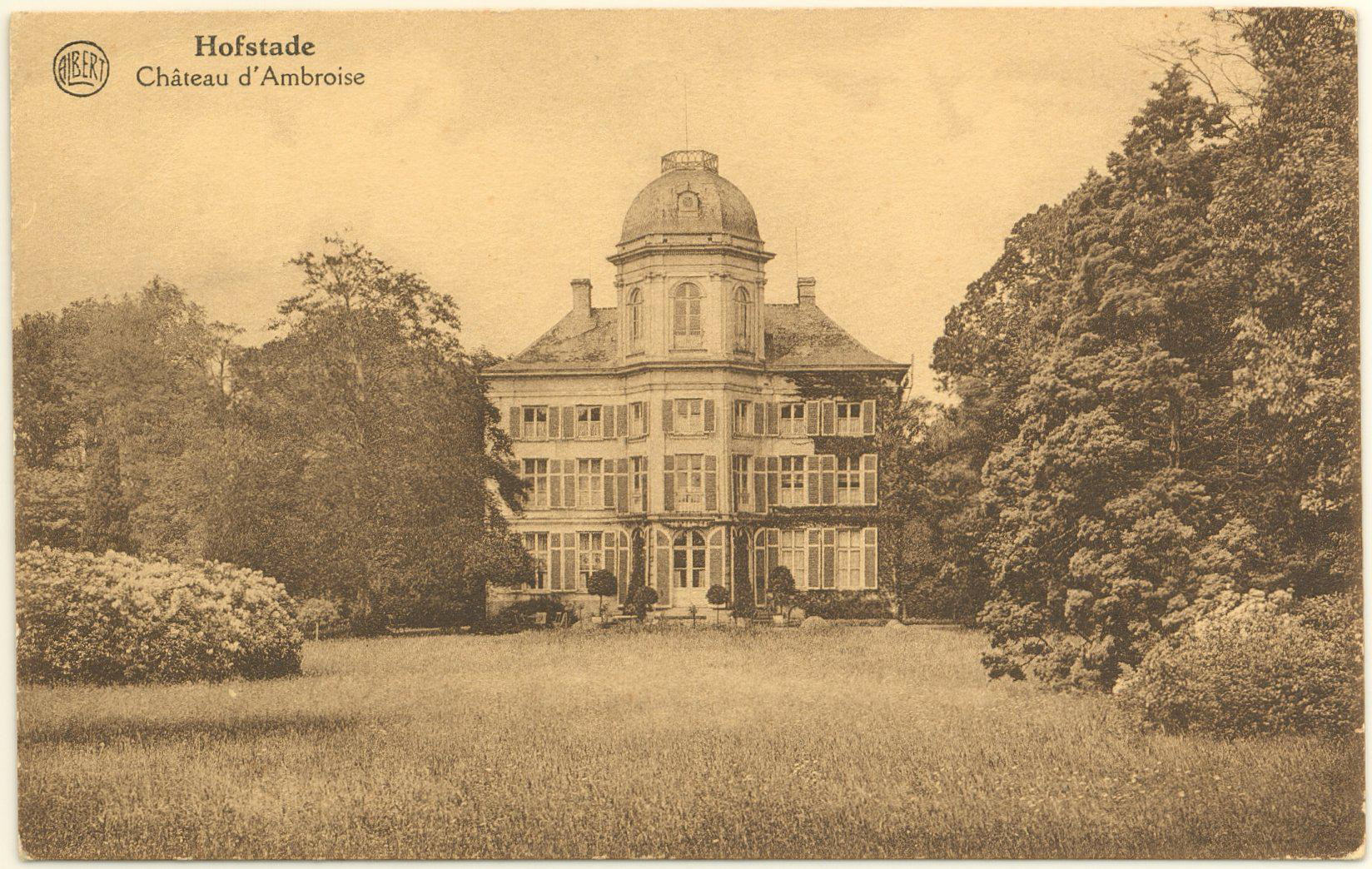
Le château d'Ambroos

### Jean-Michel van den Nieuwenhuysen (1757-)

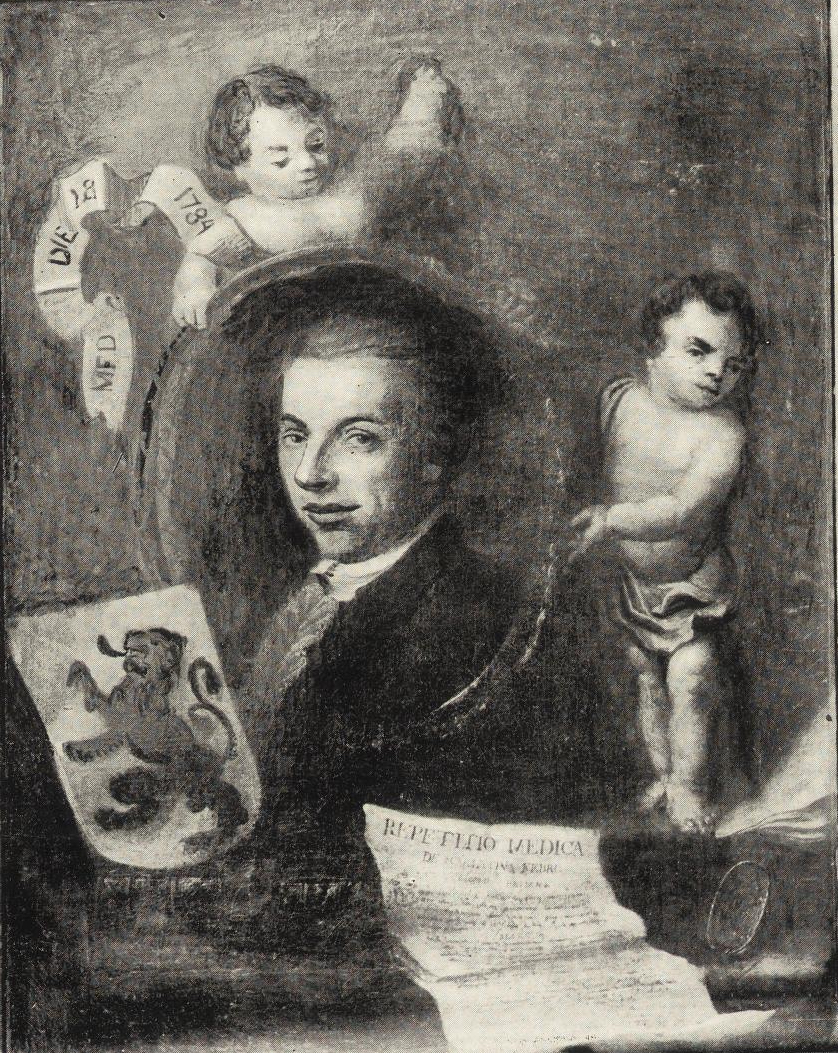
Jean-Michel van den Nieuwenhuysen

Né le 27 octobre 1757 à Malines et mort le 26 mars 1816 à Malines, fils de Jean-Baptiste van den Nieuwenhuysen et d'Isabelle Marie van Turenhout, il épouse Marie Catherine Hermans.
Le 28 janvier 1784, il présente devant le jury de l'université de Louvain sa thèse De scarlatina febri, lui valant, sumac com laude, le titre de licencié en médecine.
Poète flamand, Jean-Michel van den Nieuwenhuysen s'occupe de lettres.
Son portrait a été peint par son frère. De Bay a sculpté un buste de lui et un de son frère.